# Rambuteau
Rambuteau – stacja linii nr 11 metra  w Paryżu. Stacja znajduje się na granicy 3. i 4. dzielnicy Paryża. Została otwarta 28 kwietnia 1935 r.